# Єлюй Сянь
Єлюй Сянь (спрощ.: 耶律贤; кит. трад.: 耶律賢; піньїнь: Yelü Xian), храмове ім'я Цзін-цзун (спрощ.: 辽景; кит. трад.: 遼景; піньїнь: Jingzong; нар. 1 вересня 948 — пом. 13 жовтня 982) — п'ятий імператор династії Ляо, який перебував при владі від 969 до 982 року.

## Життєпис
969 року Єлюй Сянь замінив на троні свого батька Єлюй Цзіна після того, як останній був вбитий власними слугами під час полювання. Цзін-цзун мав підтримку як киданської, так і ханської правлячої еліти Китаю.
Імператор Цзін-цзун зробив кілька важливих речей для своєї держави. У його уряді працювали китайські (ханські) чиновники. Одного з них Цзін-цзун призначив міністром південних справ, надавши титул герцога Цінь. Це дало змогу урядові працювати більш ефективно, а також прискорило перетворення киданського суспільства на феодальне. Єлюй Сянь боровся з корупцією, звільняючи з посад тих, хто був підкупленим чи некомпетентним.
Цзін-цзун охоче сприймав критику. Він частково припинив полювання, коли один із чиновників дослідив, що між полюванням та смертю імператора Му-цзуна є зв'язок, і почав готуватися до війни проти південних сусідів.
Перший конфлікт Цзін-цзуна з імперією Сун відбувся після нападу останньої на Північну Хань. Проте підкріплення імператора Цзін-цзуна було розбите вщент армією династії Сун. Згодом Сун зруйнувала Північну Хань. Армія династії Сун напала на Пекін, південну столицю династії Ляо. Однак армія Ляо цілком знищила армію Сун, а тамтешній імператор Тай-цзун був змушений тікати з поля бою. Після того відбулось кілька битв між династіями Ляо й Сун.
13 жовтня 982 року імператор Цзін-цзун помер, повертаючись із полювання. Трон успадкував його старший син Єлюй Лунсюй.